# MW-1
El MW-1 (acrónimo de Mehrzweckwaffe 1, «arma multipropósito» en alemán) era un sistema dispensador de submuniciones de fabricación alemana similar al JP233 británico. Fue diseñado para ser portado por el cazabombardero Tornado IDS, pero también podía ser montado en el F-104 Starfighter y en el F-4 Phantom II. El MW-1 fue retirado progresivamente de servicio a partir de que el Gobierno Alemán firmó la prohibición de bombas de racimo.